# 14e étape du Tour de France 1998
Pour un article plus général, voir Tour de France 1998.
La quatorzième étape du Tour de France a eu lieu le 26 juillet 1998 entre Valréas et Grenoble sur 186,5 km de course.

## Récit
Après avoir porté le Maillot jaune pendant 3 jours en début de course, Stuart O'Grady remporte cette étape en battant au sprint ses 5 compagnons d'échappée, dont l'Italien Giuseppe Calcaterra qui sera déclassé par les commissaires pour sprint irrégulier. Il est rétrogradé de la 2e à la 6e place de l'étape.

## Classement de l'étape
| \| Classement de l'étape \| Classement de l'étape \| Classement de l'étape \| Classement de l'étape \| Classement de l'étape \| \| Coureur \| Coureur \| Pays \| Équipe \| Temps \| \| --------------------- \| --------------------- \| --------------------- \| ------------------------------- \| --------------------- \| \| 1er \| Stuart O'Grady \| Australie \| Gan \| 4 h 30 min 53 s \| \| 2e \| Orlando Rodrigues \| Portugal \| Banesto \| + 0 s \| \| 3e \| Léon van Bon \| Pays-Bas \| Rabobank \| + 0 s \| \| 4e \| Peter Meinert-Nielsen \| Danemark \| US Postal Service \| + 0 s \| \| 5e \| Laurent Desbiens \| France \| Cofidis-Le Crédit par Téléphone \| + 0 s \| \| 6e \| Giuseppe Calcaterra \| Italie \| Saeco-Cannondale \| + 0 s \| \| 7e \| Frédéric Guesdon \| France \| La Française des jeux \| + 8 min 27 s \| \| 8e \| Rafael Díaz Justo \| Espagne \| ONCE \| + 8 min 27 s \| \| 9e \| Erik Zabel \| Allemagne \| Deutsche Telekom \| + 10 min 05 s \| \| 10e \| Ján Svorada \| Tchéquie \| Mapei-Bricobi \| + 10 min 05 s \| |                       |           |                                 |                 |
| |                       |           |                                 |                 |
| |                       |           |                                 |                 |
| Classement de l'étape |                       |           |                                 |                 |
| Coureur | Coureur               | Pays      | Équipe                          | Temps           |
| 1er | Stuart O'Grady        | Australie | Gan                             | 4 h 30 min 53 s |
| 2e | Orlando Rodrigues     | Portugal  | Banesto                         | + 0 s           |
| 3e | Léon van Bon          | Pays-Bas  | Rabobank                        | + 0 s           |
| 4e | Peter Meinert-Nielsen | Danemark  | US Postal Service               | + 0 s           |
| 5e | Laurent Desbiens      | France    | Cofidis-Le Crédit par Téléphone | + 0 s           |
| 6e | Giuseppe Calcaterra   | Italie    | Saeco-Cannondale                | + 0 s           |
| 7e | Frédéric Guesdon      | France    | La Française des jeux           | + 8 min 27 s    |
| 8e | Rafael Díaz Justo     | Espagne   | ONCE                            | + 8 min 27 s    |
| 9e | Erik Zabel            | Allemagne | Deutsche Telekom                | + 10 min 05 s   |
| 10e | Ján Svorada           | Tchéquie  | Mapei-Bricobi                   | + 10 min 05 s   |

## Classement général
Après cette étape de transition sans trop de grosses difficultés et où les membres de l'échappée n'étant pas bien classés, le classement général ne subit pas de modifications. Ce dernier est toujours dominé par l'Allemand Jan Ullrich (Deutsche Telekom) qui devance l'Américain Bobby Julich (Cofidis-Le Crédit par Téléphone) d'un peu plus d'une minute et le Français Laurent Jalabert (ONCE) de trois minutes et une seconde.
| \| Classement général \| Classement général \| Classement général \| Classement général \| Classement général \| \| Coureur \| Coureur \| Pays \| Équipe \| Temps \| \| ------------------ \| ------------------ \| ------------------ \| ------------------------------- \| ------------------ \| \| 1er \| Jan Ullrich \| Allemagne \| Deutsche Telekom \| 66 h 11 min 51 s \| \| 2e \| Bobby Julich \| États-Unis \| Cofidis-Le Crédit par Téléphone \| + 1 min 11 s \| \| 3e \| Laurent Jalabert \| France \| ONCE \| + 3 min 01 s \| \| 4e \| Marco Pantani \| Italie \| Mercatone Uno-Bianchi \| + 3 min 01 s \| \| 5e \| Michael Boogerd \| Pays-Bas \| Rabobank \| + 3 min 29 s \| \| 6e \| Luc Leblanc \| France \| Polti \| + 4 min 16 s \| \| 7e \| Bo Hamburger \| Danemark \| Casino \| + 4 min 44 s \| \| 8e \| Stéphane Heulot \| France \| La Française des jeux \| + 5 min 05 s \| \| 9e \| Fernando Escartín \| Espagne \| Kelme-Costa Blanca \| + 5 min 16 s \| \| 10e \| Roland Meier \| Suisse \| Cofidis-Le Crédit par Téléphone \| + 5 min 18 s \| |                   |            |                                 |                  |
| |                   |            |                                 |                  |
| |                   |            |                                 |                  |
| Classement général |                   |            |                                 |                  |
| Coureur | Coureur           | Pays       | Équipe                          | Temps            |
| 1er | Jan Ullrich       | Allemagne  | Deutsche Telekom                | 66 h 11 min 51 s |
| 2e | Bobby Julich      | États-Unis | Cofidis-Le Crédit par Téléphone | + 1 min 11 s     |
| 3e | Laurent Jalabert  | France     | ONCE                            | + 3 min 01 s     |
| 4e | Marco Pantani     | Italie     | Mercatone Uno-Bianchi           | + 3 min 01 s     |
| 5e | Michael Boogerd   | Pays-Bas   | Rabobank                        | + 3 min 29 s     |
| 6e | Luc Leblanc       | France     | Polti                           | + 4 min 16 s     |
| 7e | Bo Hamburger      | Danemark   | Casino                          | + 4 min 44 s     |
| 8e | Stéphane Heulot   | France     | La Française des jeux           | + 5 min 05 s     |
| 9e | Fernando Escartín | Espagne    | Kelme-Costa Blanca              | + 5 min 16 s     |
| 10e | Roland Meier      | Suisse     | Cofidis-Le Crédit par Téléphone | + 5 min 18 s     |

## Classements annexes
| Classement par points | Classement par points | Classement par points | Classement par points | Classement par points |
| Coureur               | Coureur               | Pays                  | Équipe                | Points                |
| --------------------- | --------------------- | --------------------- | --------------------- | --------------------- |
| 1er                   | Erik Zabel            | Allemagne             | Deutsche Telekom      | 264 pts               |
| 2e                    | Ján Svorada           | Tchéquie              | Mapei-Bricobi         | 168 pts               |
| 3e                    | Tom Steels            | Belgique              | Mapei-Bricobi         | 161 pts               |
| 4e                    | Stuart O'Grady        | Australie             | Gan                   | 151 pts               |
| 5e                    | Robbie McEwen         | Australie             | Rabobank              | 144 pts               |

| Classement par points | Classement par points | Classement par points | Classement par points | Classement par points |
| Coureur               | Coureur               | Pays                  | Équipe                | Points                |
| --------------------- | --------------------- | --------------------- | --------------------- | --------------------- |
| 1er                   | Erik Zabel            | Allemagne             | Deutsche Telekom      | 264 pts               |
| 2e                    | Ján Svorada           | Tchéquie              | Mapei-Bricobi         | 168 pts               |
| 3e                    | Tom Steels            | Belgique              | Mapei-Bricobi         | 161 pts               |
| 4e                    | Stuart O'Grady        | Australie             | Gan                   | 151 pts               |
| 5e                    | Robbie McEwen         | Australie             | Rabobank              | 144 pts               |

| Classement de la montagne | Classement de la montagne | Classement de la montagne | Classement de la montagne       | Classement de la montagne |
| Coureur                   | Coureur                   | Pays                      | Équipe                          | Points                    |
| ------------------------- | ------------------------- | ------------------------- | ------------------------------- | ------------------------- |
| 1er                       | Rodolfo Massi             | Italie                    | Casino                          | 195 pts                   |
| 2e                        | Alberto Elli              | Italie                    | Casino                          | 165 pts                   |
| 3e                        | Cédric Vasseur            | France                    | Gan                             | 126 pts                   |
| 4e                        | Christophe Rinero         | France                    | Cofidis-Le Crédit par Téléphone | 96 pts                    |
| 5e                        | Roland Meier              | Suisse                    | Cofidis-Le Crédit par Téléphone | 78 pts                    |

| Classement de la montagne | Classement de la montagne | Classement de la montagne | Classement de la montagne       | Classement de la montagne |
| Coureur                   | Coureur                   | Pays                      | Équipe                          | Points                    |
| ------------------------- | ------------------------- | ------------------------- | ------------------------------- | ------------------------- |
| 1er                       | Rodolfo Massi             | Italie                    | Casino                          | 195 pts                   |
| 2e                        | Alberto Elli              | Italie                    | Casino                          | 165 pts                   |
| 3e                        | Cédric Vasseur            | France                    | Gan                             | 126 pts                   |
| 4e                        | Christophe Rinero         | France                    | Cofidis-Le Crédit par Téléphone | 96 pts                    |
| 5e                        | Roland Meier              | Suisse                    | Cofidis-Le Crédit par Téléphone | 78 pts                    |

| Classement du meilleur jeune | Classement du meilleur jeune | Classement du meilleur jeune | Classement du meilleur jeune    | Classement du meilleur jeune |
| Coureur                      | Coureur                      | Pays                         | Équipe                          | Temps                        |
| ---------------------------- | ---------------------------- | ---------------------------- | ------------------------------- | ---------------------------- |
| 1er                          | Jan Ullrich                  | Allemagne                    | Deutsche Telekom                | + 66 h 11 min 51 s           |
| 2e                           | Kevin Livingston             | États-Unis                   | Cofidis-Le Crédit par Téléphone | + 5 min 59 s                 |
| 3e                           | Christophe Rinero            | France                       | Cofidis-Le Crédit par Téléphone | + 6 min 16 s                 |
| 4e                           | Giuseppe Di Grande           | Italie                       | Mapei-Bricobi                   | + 7 min 12 s                 |
| 5e                           | Jörg Jaksche                 | Allemagne                    | Polti                           | + 10 min 50 s                |

| Classement du meilleur jeune | Classement du meilleur jeune | Classement du meilleur jeune | Classement du meilleur jeune    | Classement du meilleur jeune |
| Coureur                      | Coureur                      | Pays                         | Équipe                          | Temps                        |
| ---------------------------- | ---------------------------- | ---------------------------- | ------------------------------- | ---------------------------- |
| 1er                          | Jan Ullrich                  | Allemagne                    | Deutsche Telekom                | + 66 h 11 min 51 s           |
| 2e                           | Kevin Livingston             | États-Unis                   | Cofidis-Le Crédit par Téléphone | + 5 min 59 s                 |
| 3e                           | Christophe Rinero            | France                       | Cofidis-Le Crédit par Téléphone | + 6 min 16 s                 |
| 4e                           | Giuseppe Di Grande           | Italie                       | Mapei-Bricobi                   | + 7 min 12 s                 |
| 5e                           | Jörg Jaksche                 | Allemagne                    | Polti                           | + 10 min 50 s                |

| Classement par équipes | Classement par équipes          | Classement par équipes | Classement par équipes |
| Équipe                 | Équipe                          | Pays                   | Temps                  |
| ---------------------- | ------------------------------- | ---------------------- | ---------------------- |
| 1re                    | Cofidis-Le Crédit par Téléphone | France                 |                        |
| 2e                     | Banesto                         | Espagne                | + 19 min 54 s          |
| 3e                     | Casino                          | France                 | + 28 min 42 s          |
| 4e                     | Polti                           | Italie                 | + 33 min 10 s          |
| 5e                     | Deutsche Telekom                | Allemagne              | + 34 min 27 s          |

| Classement par équipes | Classement par équipes          | Classement par équipes | Classement par équipes |
| Équipe                 | Équipe                          | Pays                   | Temps                  |
| ---------------------- | ------------------------------- | ---------------------- | ---------------------- |
| 1re                    | Cofidis-Le Crédit par Téléphone | France                 |                        |
| 2e                     | Banesto                         | Espagne                | + 19 min 54 s          |
| 3e                     | Casino                          | France                 | + 28 min 42 s          |
| 4e                     | Polti                           | Italie                 | + 33 min 10 s          |
| 5e                     | Deutsche Telekom                | Allemagne              | + 34 min 27 s          |

## Abandons
aucun